# Basket Rimini 1986-1987
Questa voce raccoglie le informazioni riguardanti il Basket Rimini, sponsorizzato Hamby, nelle competizioni ufficiali della stagione 1986-1987.

## Verdetti stagionali
- Serie A1:

Jeff Lamp

  - stagione regolare: 16º posto su 16 squadre (bilancio di 4 vittorie e 26 sconfitte);
    - retrocessione in Serie A2.

## Stagione
Al terzo anno consecutivo di Serie A1, sulla panchina del club riminese arriva Dado Lombardi al posto del partente Piero Pasini.
In estate la società effettua una campagna acquisti che, sulla carta, è prestigiosa: ingaggia infatti gli stranieri Jeff Lamp, americano di carnagione bianca reduce da quattro stagioni in NBA, e Olden Polynice, ventiduenne haitiano che nel resto della sua carriera giocherà 1058 partite in NBA. A loro si aggiunge Mike Sylvester, già vincitore dello scudetto a Milano e Pesaro e tesserato da italiano dopo l'ottenimento del passaporto, oltre all'ingaggio del pivot della nazionale italiana Marco Ricci.
Nonostante la campagna acquisti, la squadra non decolla e ottiene la prima vittoria dopo sette giornate, mentre il secondo successo arriva all'undicesima giornata. Da lì in poi la Hamby incappa in una serie di sedici sconfitte consecutive, che fanno retrocedere la squadra in Serie A2: a poco servono le due restanti vittorie alla terzultima e all'ultima giornata.